# Окуневское сельское поселение (Бердюжский район)
Окуневское се́льское поселе́ние — муниципальное образование в Бердюжском районе Тюменской области Российской Федерации.
Административный центр — село Окунево.

## История
Статус и границы сельского поселения установлены Законом Тюменской области от 5 ноября 2004 года № 263 «Об установлении границ муниципальных образований Тюменской области и наделении их статусом муниципального района, городского округа и сельского поселения».

## Население
| 2010 | 2011  | 2012 | 2013 | 2014 | 2015 | 2016 |
| ---- | ----- | ---- | ---- | ---- | ---- | ---- |
| 1050 | ↘1047 | ↘975 | ↘941 | ↘897 | ↘895 | ↘878 |
| 2017 | 2018  | 2019 | 2020 | 2021 | 2023 |      |
| ↘864 | ↘842  | ↘829 | ↘803 | ↗882 | ↘860 |      |

## Состав сельского поселения
| № | Населённый пункт | Тип населённого пункта       | Население |
| - | ---------------- | ---------------------------- | --------- |
| 1 | Карькова         | деревня                      | 100       |
| 2 | Нестерово        | село                         | 91        |
| 3 | Одышка           | деревня                      | 120       |
| 4 | Окунево          | село, административный центр | 739       |
| 5 | Первопесьяное    | деревня                      | →0        |